# Sweat and Soap
Sweat and Soap (яп. あせとせっけん Асэ то cэккэн, «Пот и мыло») — манга, написанная и проиллюстрированная Кинтэцу Ямадой. Выпускалась в цифровом журнале сэйнэн-манги D Morning компании Kodansha с июня 2018 года по август 2019 года, а затем в Morning с октября 2019 года по январь 2021 года. Премьера адаптации манги в формате дорамы состоялась в феврале 2022 года на телеканале MBS.

## Сюжет
Асако Яэсима — робкая офисная служащая в Lilia Drop, компании по производству туалетных принадлежностей. Асако любит компанию, так как она стыдится своей проблемы с потоотделением и запахом тела, а аромат мыла, производимого компанией, — единственное, которое может помочь Асако побороть неуверенность в себе. Однако когда Котаро Натори, ведущий разработчик продуктов компании, подходит к ней и глубоко вдыхает запах, он заявляет, что любит запах Асако и находит её вдохновляющей. Поскольку они продолжают встречаться по работе, Асако начинает меньше заботиться о том, что Котаро обнюхивает её, и они начинают романтические отношения.

## Персонажи
Асако Яэсима (яп. 八重島 麻子 Яэсима Асако)
Исполнение роли: Юно Охара
Котаро Натори (яп. 名取 香太郎 Натори Ко:таро:)
Исполнение роли: Канта Сато
Корису Итисэ (яп. 一瀬 こりす Итисэ Корису)
Исполнение роли: Харука Кудо
Кэйта Яэсима (яп. 八重島 桂太 Яэсима Кэйта)
Исполнение роли: Кадзуто Мокудай
Юдзи Судзумура (яп. 涼村 悠二 Судзумура Ю:дзи)
Исполнение роли: Сюдзо Охира
Маки Сакасита (яп. 坂下 牧 Сакасита Маки)
Исполнение роли: Аяка Наката
Осаму Хаситани (яп. 橋谷 修 Хаситани Осаму)
Исполнение роли: Юсаку Мори
Дзин Окура (яп. 大蔵 仁 О:кура Дзин)
Исполнение роли: Мансаку Икэути

## Медиа

### Манга
Манга за авторством Кинтецу Ямады первоначально, с июня 2018 года по август 2019 года, выпускалась в цифровом журнале манги D Morning издательства «Коданся». Затем она была перенесена в Morning, где публиковалась с 3 октября 2019 года по 7 января 2021 года. Всего «Коданся» издало одиннадцать сорников глав, выпущенных в период с 10 октября 2018 года по 21 мая 2021 года.
В июле 2019 года компания Kodansha USA объявила о приобретении лицензии на выпуск манги на английском языке в Северной Америке.

#### Список томов
| №  | Дата публикации    | ISBN                                               |
| -- | ------------------ | -------------------------------------------------- |
| 01 | 10 октября 2018 г. | ISBN 978-4-0651-3342-2                             |
| 02 | 23 января 2019 г.  | ISBN 978-4-0651-4297-4                             |
| 03 | 23 апреля 2019 г.  | ISBN 978-4-0651-5186-0                             |
| 04 | 23 июля 2019 г.    | ISBN 978-4-0651-6516-4                             |
| 05 | 23 октября 2019 г. | ISBN 978-4-0651-7224-7 ISBN 978-4-0651-7777-8 (СИ) |
| 06 | 23 января 2020 г.  | ISBN 978-4-0651-8208-6 ISBN 978-4-0651-8783-8 (СИ) |
| 07 | 23 апреля 2020 г.  | ISBN 978-4-0651-9205-4 ISBN 978-4-0651-9708-0 (СИ) |
| 08 | 20 июля 2020 г.    | ISBN 978-4-0652-0281-4 ISBN 978-4-0652-0364-4 (СИ) |
| 09 | 20 ноября 2020 г.  | ISBN 978-4-0652-0980-6 ISBN 978-4-0652-1127-4 (СИ) |
| 10 | 22 февраля 2021 г. | ISBN 978-4-0652-2342-0 ISBN 978-4-0652-2341-3 (СИ) |
| 11 | 21 мая 2021 г.     | ISBN 978-4-0652-3109-8 ISBN 978-4-0652-3274-3 (СИ) |

### Дорама
В январе 2022 года было объявлено, что манга получит адаптацию в формате дорамы, премьера которой состоялась 3 февраля этого же года в программном блоке MBS Drama Tokku. 

## Приём
В марте 2019 года сервис Renta! включил Sweat and Soap в список «Лучшая сэйнэн-манга периода Хэйсэй». В этом же году манга была номинирована на премию Next Manga Award в категории «Лучшая веб-манга» и заняла по результатам голосования девятое место из 20 номинантов. В июле 2019 года Sweat and Soap заняла второе место на третьей ежегодной премии Tsutaya Comic Award. В голосовании «Всеобщий выбор веб-манги», результаты которого были объявлены в октябре 2019 года, Sweat and Soap заняла десятое место. Наряду с Dr. Stone и Heterogenia Linguistico манга заняла 17-е место в списке лучшей манги 2020 года для читателей-мужчин по версии издания Kono Manga ga Sugoi!. Также заняла шестое место в рейтинге «Комиксы 2020 года, рекомендованные сотрудниками национальных книжных магазинов» интернет-магазина Honya Club. В 2021 году манга была номинирована на 45-й ежегодной церемонии премии манги Коданся в общей категории.
Ребекка Сильверман с сайта Anime News Network в обзоре на мангу написала, что, хотя романтика, «базирующая на обнюхивании», «немного неловкая» или «некомфортная», манге «в любом случае стоит дать шанс», добавив: «Отношения Асако и Натори легко поддержать, и в романтике это часто самое главное». Бриттани Винсент из Otaku USA назвала отношения главных героев «откровенно завидными» и отметила, что история «уникальна и развивается в хорошем ритме». Демельза с Anime UK News написала, что, несмотря на «несколько жутковатую и отталкивающую» завязку сюжета, она «не ожидала такой приятной романтической манги», назвав «благотворное содержание истории», «неотразимым и трогательным чтением» и заключает: «Если вы ищете милую историю любви с участием взрослых персонажей, то обязательно попробуйте эту!».